# Kimmirut
Kimmirut (v inuktitutu ᑭᒻᒥᕈᑦ), v minulosti též Lake Harbour, je malá osada na břehu Hudsonova průlivu na Baffinově ostrově v kanadském teritoriu Nunavut.

## Obyvatelstvo
V roce 2006 zde žilo 411 obyvatel, což činí nárůst 5,1% oproti konsensu před pěti lety.

## Doprava
Doprava probíhá přes zdejší letiště. V roce 2005 přišel návrh spojit Kimmirut cestou s hlavním městem Nunavutu Iqaluit, která se však ukázala příliš nákladná díky neprostupnému horskému terénu.